# 레바논 내전
레바논 내전(아랍어: الحرب الأهلية اللبنانية)은 1975년 4월 13일부터 1990년 10월 13일까지 일어난 다각적인 무력 충돌이었다. 이 내전의 결과로 약 12만 명의 사망자가 발생했고, 약 1,000,000명의 사람들이 레바논에서 탈출했다.
레바논의 주민들은 수니파 이슬람교도와 기독교도가 대부분을 차지했고, 시아파는 주로 레바논 남쪽과 동쪽의 베카 계곡에 거주했으며, 드루즈인들과 기독교도는 레바논의 산악지대에 거주했다. 레바논 정부는 마론파 기독교 공동체 내 엘리트들이 상당한 영향력을 가지고 운영했다. 1920년부터 1943년까지 프랑스 위임통치령 시리아 하에서 정치와 종교의 연계가 강화되었고, 프랑스 의회 구조는 기독교인 다수에게 주도적인 위치를 선호했다. 그러나, 레바논은 많은 무슬림 인구를 가지고 있었고, 많은 범아랍주의자들과 좌파 단체들은 기독교가 지배하는 친서방 정부에 반대했다. 1948년과 1967년에 수천 명의 팔레스타인인들이 유입되면서 레바논의 인구가 무슬림 인구를 선호하게 되었다. 냉전은 1958년 레바논 위기 이전의 정치적 양극화와 밀접한 관련이 있는 레바논에 강력한 붕괴 효과를 가져왔는데, 이는 레바논 내의 기독교인들은 서구 세계의 편을 들었고, 좌파, 이슬람교도, 범아랍주의 단체들은 소련과 동맹을 맺은 아랍 국가들의 편을 들었기 때문이다.